# عبد الله بن حسن بلفقيه
عبد الله بن حسن بلفقيه (1314 - 1400 هـ) أديب وباحث ومؤرخ من أصحاب العقول الموسوعية والمعارف الواسعة. هاجر إلى إندونيسيا في مقتبل شبابه ثم عاد إلى وطنه حضرموت بعد استقلال جنوب اليمن. كان من الواجهات العلمية والاجتماعية لمدينة تريم فقد كان مثقفا واسع الاطلاع يتعاطى مع قضايا العصر ومشكلات الفكر والأحداث السياسية التي مرت بالوطن العربي، وكان يقصده الوافدون للبلدة من الباحثين والمستشرقين وظل بيته مفتوحا للعلماء والدعاة والمصلحين الاجتماعيين والمعلمين والكثير من العامة، ويوجه النصح والإرشاد للطلاب والباحثين.
له عدة مؤلفات مطبوعة مختصرة وتحقيقات تاريخية في التاريخ الحضرمي وعلم الأنساب، وقد طبعت أكثر أعماله في مجلد واحد بعنوان «مجموع كتب في تاريخ وأنساب حضرموت».

## نسبه
عبد الله بن حسن بن محمد بن أبي بكر بن محمد بن أبي بكر بن محمد بن أبي بكر بن حسين بن محمد بن حسين بن عبد الرحمن بلفقيه بن محمد بن عبد الرحمن الأسقع بن عبد الله بن أحمد بن علي بن محمد بن أحمد الشهيد بن الفقيه المقدم محمد بن علي بن محمد صاحب مرباط بن علي خالع قسم بن علوي بن محمد بن علوي بن عبيد الله بن أحمد المهاجر بن عيسى بن محمد النقيب بن علي العريضي بن جعفر الصادق بن محمد الباقر بن علي زين العابدين بن الحسين السبط بن علي بن أبي طالب، وعلي زوج فاطمة بنت محمد.
فهو الحفيد 35 لرسول الله محمد في سلسلة نسبه.

## مولده ونشأته
ولد بمدينة تريم بحضرموت ثاني شهر ربيع الأول سنة 1314 هـ، وتلقى مبادئ القراءة والكتابة والقرآن بمعلامة بارشيد، ثم التحق بالمعاهد الدينية وزوايا المساجد التي كانت تلقى بها الدروس، منها رباط تريم. وحين ناهز سن البلوغ سافر إلى جاوة في الرابع من محرم سنة 1329 هـ وأخذ عن شيوخها وعلمائها من الحضارم في قرسي وسورابايا وغيرها.

## شيوخه
أخذ عن علماء عصره بحضرموت وجاوة، فمن شيوخه الأعلام:
| - علوي بن عبد الرحمن المشهور - علي بن عبد الرحمن المشهور - عبد الله بن عمر الشاطري - عبد الله بن عيدروس العيدروس - أبو بكر بن محمد بلفقيه - حسين بن أحمد الكاف | - سقاف بن حسن العيدروس - أحمد بن عبد الله البكري الخطيب - أبو بكر بن أحمد البكري الخطيب - عبد الله بن أحمد البكري الخطيب - محمد بن أحمد الخطيب - عبد الرحيم بن عبد الله الخطيب | - أبو بكر بن عمر بن يحيى - عبد الله بن علي الحداد - أبو بكر بن محمد السقاف - محمد بن أحمد المحضار - عبد الله بن محسن العطاس - أحمد بن عبد الله بن طالب العطاس | - أحمد بن محسن الهدار - محمد بن عيدروس الحبشي - جعفر بن شيخان السقاف - علوي بن سقاف السقاف - علوي بن محمد الحداد - عمر بن محمد السقاف |

## أعماله
كان من قادة النهضة الإصلاحية وزعماء تنشيط الحركة الدينية والوطنية في المهجر وحضرموت. ففي جاوة ساهم في حركة الإصلاح العربية وشارك في مؤتمر الإصلاح الحضرمي. وكان من كتّاب صحف المهجر وكتب عدة مقالات في جرائد «الإقبال» و«حضرموت» وغيرهما، وقام بإلقاء المحاضرات في الأندية والجمعيات، وقد نشر الكثير منها في المجلّات، بعضها باسمه وبعضها باسم مستعار مراعاة للظروف. واستمر على ذلك حتى عاد إلى حضرموت سنة 1346 هـ بعد أن استقلت جنوب اليمن عن الاستعمار البريطاني.
وفي حضرموت شارك في تأسيس نادي الشبيبة المتحدة بتريم بإلقاء الدروس والمحاضرات، وكان عضوا في هيئة إدارة جمعية الحق التي تخرج فيها كثير من رجال العلم والإصلاح، كما عمل مدرسًا في جمعية الأخوة والمعاونة، وحث على تأسيس مجلس للإفتاء الشرعي بتريم الذي كان يرأسه الشيخ سالم بن سعيد بكير بازغيفان. وأخيرا اشترك في تأسيس المعهد الفقهي بتريم، وكان أحد أعضاء إدارته، ولم يغب في غير تلك الجمعيات الموجودة في ذلك العهد بآرائه وإرشاداته وتوجيهاته، وعاش باذلا نفسه وعلمه ورأيه لكل طالب وراغب. وقد ألقى خطبة في تظاهرة شعبية في أحداث النكسة سنة 1967 م في ساحة جامع تريم. ويعد من أهل الرأي والخبرة والمشورة فكثيرا ما كان يرجع إليه السلطان الكثيري ويتردد عليه في بيته وله استشارات سلطانية مكتوبة محفوظة في المكتبة السلطانية بسيئون، وقد أبرز بعضها الكاتب المصري فهمي هويدي في صحيفة «الأهرام».
وكان على أقوى روابط الصداقة مع أقرانه من قادة الفكر ورجال العلم في كل مكان، وقد أثمرت تلك الروابط والمذاكرات والاتصالات مع العلماء بحوثا وفوائد قيّمة، ومن أخص أصحابه وجلسائه: أحمد بن عمر الشاطري، ومحمد بن هاشم بن طاهر، وسالم بن سعيد بكير، وزين العابدين بن أحمد الجنيد، ومبارك بن عمير باحريش، وفضل بن عبد الله بارجاء، وحمزة بن عمر العيدروس، وعبد الرحمن بن عبيد الله السقاف، وعلوي بن طاهر الحداد، وعلي بن محمد بن يحيى، وعمر بن أحمد بن سميط، وصالح بن علي الحامد، وعلوي بن عبد الله السقاف، وعلي بن أبي بكر المشهور، وعمر بن علوي الكاف. واتصل أيضا بمحمد الصالح الشواشي الباجي المبعوث لتغذية النهضة العلمية الإسلامية بجاوة. ودخل في نقاشات علمية وتاريخية وسجالات فكرية وثقافية مع عدد من الباحثين المعاصرين له، وله ردود وتعليقات على دعاة الإلحاد والمادية وردود على الشبهات التي أثارها المستشرقين خاصة حول اعتبار علم الأنساب.

## مؤلفاته
يرجع ابتداء اهتمامه بأبحاث التاريخ إلى سنة 1332 هـ وأكثر أبحاثه في تحقيق التاريخ الحضرمي إلى جانب اهتمامه بعلم النسب وما يتصل به. فمن مؤلفاته:
| - «استدراكات وتحريات على تاريخ حضرموت في شخصيات» - «صبح الدياجر عن حياة الإمام المهاجر» - «الفرائد في قيد الأوابد وإلحاق الشوارد حول المزارات والزيارات بوادي حضرموت» - «تفنيد مزاعم الشيخ صلاح البكري في تحككه بنسب الإمام أحمد بن عيسى النقيب العلوي البصري» - «نقاش وتمحيص وتنقيب عن حقيقة الملقب بالنفاط من بني عيسى النقيب» - «تذكرة الباحث المحتاط في شؤون وتاريخ الرباط» - «الشواهد الجلية عن مدى الخلف في القاعدة الخلدونية» | - «تعليقة مفكر متحير كاشفة عن تمحلات خصوم علم النسب» - «نحو المدخل إلى التاريخ الحضرمي» - «الحياة الثقافية والمذهبية بحضرموت منذ وقبل قدوم الإمام المهاجر» - «جلاء الحقائق وتمحيص النقل على كتاب صلة الأهل» - «أعلام الهدى وسفن النجاة لمن بهم اهتدى واقتدى» - «لمحة من زاوية التاريخ الحضرمي» - «كشكول ثقافي تاريخي» |

## وفاته
توفي بتريم يوم الخميس الثاني عشر من شهر رمضان سنة 1400 هـ، ودفن بإحدى مقابر تريم المسماة بزنبل.